# عقدة لمفاوية
العقد اللمفاوية (بالإنجليزية: Lymph node)‏ هي انتفاخات تظهر على مسير الأوعية اللمفاوية لها وظائف مهمة في الدفاع عن الجسم لتشكيلها أنواع من الخلايا المناعية. يحتوي جسم الإنسان على عدد كبير من العقد اللمفاوية التي يخترقها اللمف بالإضافة إلى الدم، يتراوح وزنها الإجمالي ما بين 600-700غ. يرد اللمف إلى العقد اللمفاوية عن طريق القنوات اللمفاوية الواردة التي تصب في الجيب تحت الغلاف Sinus sous capsulaire ويحتوي هذا الجيب على شبكة مفككة Lache غنية بالبلاعم الكبيرة.
يغمر اللمف أولا المنطقة القشرية التي تحتوي على تجمعات لخلايا لمفاوية خاصة الخلايا البائية، مكوّنة جريبات لمفاوية. وعند الإصابة تتطور هذه الجريبات حيث تتكاثر الخلايا مكونة الخلايا البلازمية Plasmocytes. أما المنطقة الوسيطية (شبقشرية) فتحتوي على خلايا متفرقة، أما المنطقة اللبية فتكون غنية بالخلايا اللمفاوية والخلايا البلازمية المتجمعة على شكل حبال.

## البنية
تأخذ العقدة اللمفاوية شكل الكلية أو الشكل البيضوي ويتراوح طولها من 0.1 إلى 2.5 سم. تُحاط كل عقدة لمفاوية بمحفظة ليفية، تمتد داخل العقدة وتشكل التربيق. ينقسم محتوى العقدة اللمفاوية إلى القشرة الخارجية واللب. وتضم الكثير من الخلايا. السرة هي منطقة على السطح المقعر للعقدة اللمفاوية تشكل مخرجًا للأوعية اللمفاوية، ومدخلًا ومخرجًا للأوعية الدموية أيضًا.
يدخل اللمف من الجانب المحدب من العقدة اللمفاوية عبر عدد من الأوعية اللمفاوية الواردة، ثم يتغلغل في سلسلة من الجيوب. يصل اللمف بعد دخول العقدة اللمفاوية عبر الأوعية اللمفاوية الواردة إلى المسافة تحت المحفظة التي تسمى الجيوب تحت المحفظة، ثم إلى الجيوب القشرية. بعد عبور القشرة، يتجمع اللمف في الجيوب اللبية. وتصب كل تلك الجيوب في الأوعية اللمفاوية الصادرة التي تغادر العقدة عند السرة الموجودة على الوجه المقعر للعقدة اللمفاوية.

### الموقع
توجد العقد اللمفاوية في كل أنحاء الجسم، وتتركز بنسبة أكبر في الجذع وقربه، وتنقسم إلى مجموعات. توجد نحو 450 عقدة لمفاوية لدى البالغين. ويمكن الإحساس ببعض العقد اللمفاوية عند تضخمها (وأحيانًا يُشعر بها دون أن تكون متضخمة)، كالعقد اللمفاوية الإبطية، والعقد اللمفاوية الرقبية في الرأس والرقبة، والعقد اللمفاوية الأُربية بالقرب من ثنية الفخذ. تقع معظم العقد اللمفاوية داخل الجذع قرب البنى الرئيسة في الجسم، كالعقد اللمفاوية حول الأبهر والعقد اللمفاوية الرغامية القصبية. تختلف أنماط التصريف اللمفاوي من شخص لآخر وتختلف أيضًا بين جانبي الجسم.
لا توجد عقد لمفاوية في الجهاز العصبي المركزي، فالجهاز العصبي مفصول عن الجسم بواسطة الحاجز الدموي الدماغي. ينزح اللمف من الأوعية اللمفاوية السحائية في الجهاز العصبي المركزي إلى العقد اللمفاوية العنقية العميقة.

### الحجم
الحد الأعلى لحجم العقدة اللمفية عند البالغين
| الحجم العام                                       | 10 ملم                                     |
| الأربية                                           | 10-20 ملم                                  |
| الحوضية                                           | 10 ملم للعقد البيضوية و8 ملم للعقد المدورة |
| الرقبة                                            |                                            |
| عمومًا-باستثناء العقد خلف البلعوم                  | 10 ملم                                     |
| العقد اللمفاوية الوداجية ذات البطنين              | 11 أو 15 ملم                               |
| العقد خلف البلعوم                                 | 8 ملم العقد خلف البلعوم الوحشية: 5 ملم     |
| المنصف                                            |                                            |
| المنصفية، عمومًا                                   | 10 ملم                                     |
| العقد المنصفية العلوية والعقد حول الرغامى العلوية | 7 ملم                                      |
| العقد حول الرغامى السفلية والعقد تحت الجؤجؤ       | 11                                         |
| العقد البطنية العلوية                             | 6 ملم                                      |
| العقد خلف الفخذية                                 |                                            |
| العقد حول القلب                                   | 8 ملم                                      |
| الرباط الكبدي المعوي                              | 8 ملم                                      |
| المنطقة حول الأبهر العلوية                        | 9 ملم                                      |
| المسافة البابية الكهفية                           | 10 ملم                                     |
| المنطقة الكبدية البابية                           | 7 ملم                                      |
| المنطقة حول الأبهر السفلية                        | 11 ملم                                     |

### الأقسام
تنقسم العقدة اللمفاوية إلى حجرات تسمى العُقيدات (أو الفُصيصات)، وتتكون كل منها من منطقة قشرية تندمج بها خلايا بائية جريبية، ومنطقة جانب قشرية مكونة من الخلايا التائية، وجزء لبي. تنقسم مادة العقدة اللمفاوية إلى القشرة الخارجية واللب الداخلي. تتكون قشرة العقدة اللمفاوية من الجزء الخارجي من العقدة، والمنطقة تحت المحفظة والجيب تحت المحفظة. للقشرة جزء خارجي وجزء أعمق يعرف باسم المنطقة جانب القشرية، تتكون القشرة الخارجية من مجموعات من الخلايا البائية المعطلة التي تسمى الخلايا الجرابية. عند تنشيطها، تتطور وتشكل المركز المنتش. تتكون المنطقة جانب القشرية العميقة بشكل رئيسي من الخلايا التائية. وهنا تتفاعل الخلايا التائية بصورة رئيسية مع الخلايا التغصنية، وتكون الشبكة الشبكية كثيفة.
يحتوي اللب على أوعية دموية كبيرة وجيوب وحبال لبية فيها خلايا بلازمية تفرز الأجسام المضادة. يكون عدد الخلايا أقل في اللب.
الحبال النخاعية حبال من الأنسجة اللمفاوية، تشمل الخلايا البلازمية والبلاعم والخلايا البائية.

### الخلايا
تعد العقدة اللمفاوية عضوًا لمفانيًا ثانويًا ضمن الجهاز اللمفاوي. توجد الخلايا اللمفاوية في العقد اللمفاوية، وهي نوع من خلايا الدم البيضاء، تقسم بشكل رئيسي إلى خلايا بائية وخلايا تائية. توجد الخلايا البائية بشكل رئيسي في القشرة الخارجية حيث تتجمع معًا بصفتها خلايا بائية جرابية في الجريبات اللمفاوية، وتوجد الخلايا التائية والخلايا المتغصنة بشكل رئيسي في المنطقة جانب القشرية.
يكون عدد الخلايا أقل في اللب. يحتوي اللب خلايا بلازمية، وبلاعم موجودة في الجيوب اللبية.
باعتبارها جزءًا من الشبكة الشبكية، توجد خلايا متغصنة جرابية في جريب الخلية البائية وخلايا شبكية ليفية في القشرة التي تحتوي خلايا تائية. توفر الشبكة الشبكية دعمًا بنيويًا وسطحًا لالتصاق الخلايا المتغصنة والبلاعم والخلايا اللمفاوية. وتسمح بتبادل المواد مع الدم من خلال الوُريدات البطانية العُليا وتوفر عوامل النمو والعوامل المنظمة اللازمة لتنشيط الخلايا المناعية ونضجها.

### جريان اللمف
يدخل اللمف من الجانب المحدب للعقدة اللمفاوية عبر الكثير من الأوعية اللمفاوية الواردة، والتي تشكل شبكة من الأوعية اللمفاوية (ضفيرة). ومن هنا، يمر اللمف إلى المسافة تحت المحفظة (الجيوب تحت المحفظة). ثم يتدفق إلى الجيوب داخل القشرة. بعد عبور القشرة، يتجمع اللمف في الجيوب اللبية. تصب كل هذه الجيوب في الأوعية اللمفاوية الرقيقة وتخرج من سرة العقدة على الجانب المقعر.
تكون هذه القنوات داخل العقدة وتصطف الخلايا البطانية مع الخلايا الشبكية الليفية على جانبيها، ما يسمح بالمرور السلس للسائل اللمفاوي. تستمر بطانة الجيوب تحت المحفظة مع بطانة الوعاء اللمفاوي الوارد ومع الجيوب المماثلة المحيطة بالتربيق والجيوب داخل القشرة. هذه الأوعية أصغر حجمًا ولا تسمح بمرور البلاعم فتبقيها ضمن العقدة اللمفاوية. يمكن تنشيط الخلايا اللمفاوية في سياق الاستجابة المناعية التكيفية.
يوجد عادةً وعاء لمفاوي صادر واحد فقط، وأحيانًا يوجد اثنان. تحتوي الجيوب اللبية خلايا نسيجية (بلاعم غير متحركة) وخلايا شبكية.
تحتوي العقدة اللمفاوية أنسجة لمفاوية، وهي شبكة أو ألياف تسمى الشبكة فيها خلايا دموية بيضاء متشابكة مُندخِلة بالشبكة. تعرف المناطق التي يوجد فيها عدد قليل من الخلايا داخل الشبكة باسم الجيوب اللمفاوية. تصطف على جانبيها الخلايا الشبكية والأرومات الليفية والبلاعم الثابتة.

### المحفظة
تشكل الألياف الشبكية الرقيقة (الريتيكيولين) للنسيج الضام الشبكي شبكة داعمة داخل العقدة. تتكون محفظة العقدة اللمفاوية من نسيج ضام كثيف غير منتظم وبعض ألياف الكولاجين البسيطة، ويمتد عدد من التبارزات الغشائية أو الترابيق من سطحها الداخلي. تمر الترابيق إلى الداخل، وتأخذ شكلًا شعاعيًا نحو مركز العقدة، وتصل حتى ثلث أو ربع المسافة بين المحيط ومركز العقدة اللمفاوية. في بعض الحيوانات، تكون الشبكة التربيقية محددة بشكل جيد فتقسم الجزء المحيطي أو القشري إلى عدد من الحجرات (العُقيدات)، ولكن هذا التقسيم غير واضح عند البشر. تنقسم الترابيق الأكبر المنبثقة من المحفظة إلى حزم أصغر، تتشابك فيما بينها فتشكل شبكة في القسم المركزي أو اللبي من العقدة اللمفاوية. تحتوي هذه المسافات التربيقية التي شكلتها الترابيق المتشابكة مادة العقدة اللمفاوية أو الأنسجة اللمفاوية. إلا أن لب العقدة لا يملأ الفراغات بالكامل، ويترك بين حدوده الخارجية والتربيق المحيط به قناة أو مسافة ذات عرض ثابت. تُسمى تلك المسافة الجيب تحت المحفظة (المسار اللمفاوي أو الجيب اللمفاوي). وتمر عبره عدد من الترابيق الدقيقة للألياف الشبكية، المغطاة في الغالب بالخلايا المتشعبة.